# SNC Lavalin

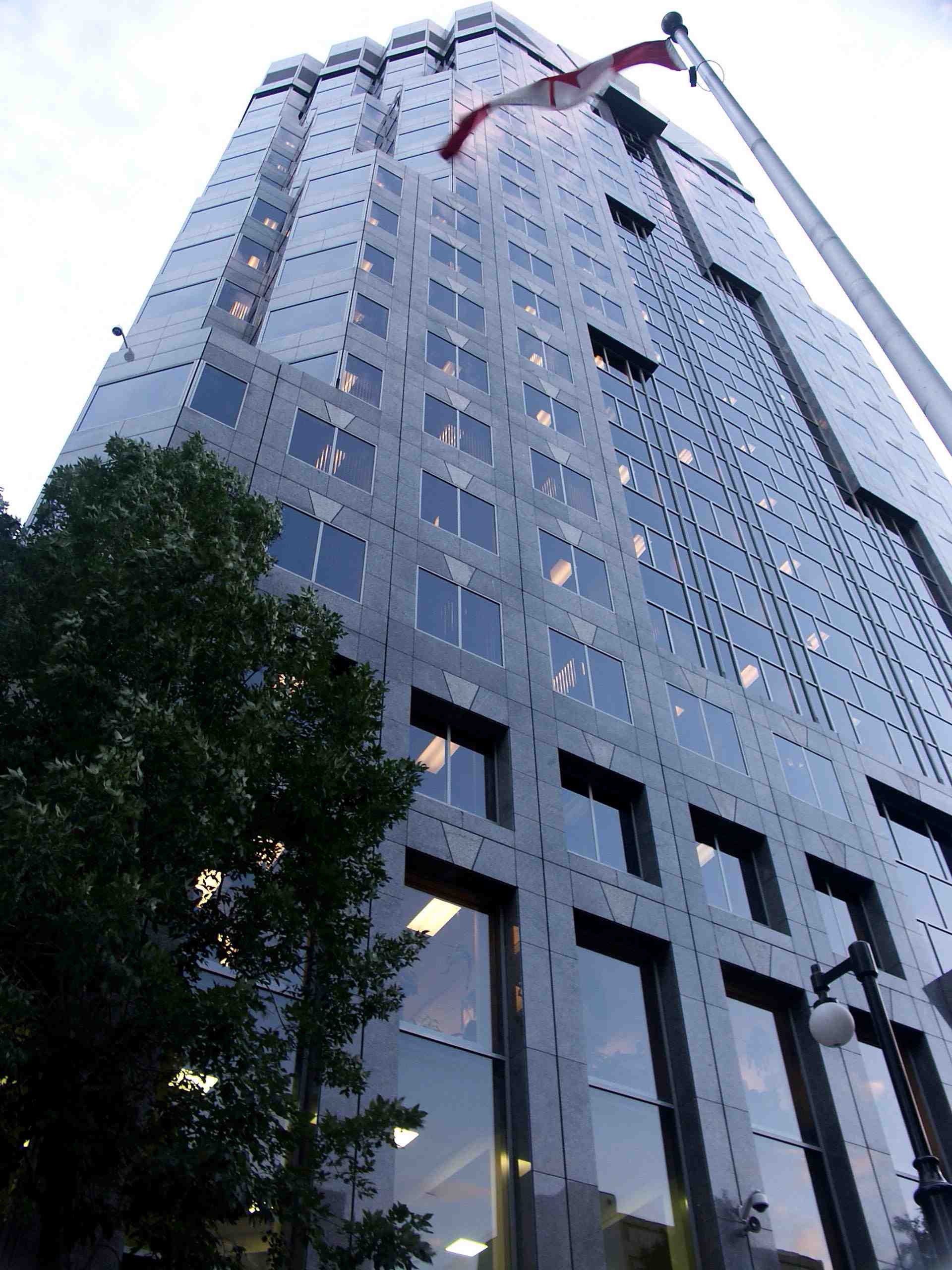
Firmensitz von SNC Lavalin am Boulevard René-Lévesque in Montreal

SNC Lavalin Grp. Inc. ist ein kanadisches Bau- und Anlagenbau-Unternehmen mit Firmensitz in Montreal.
SNC Lavalin plant und realisiert vorwiegend größere und komplexe Bauvorhaben in den Bereichen Industrie- und Anlagenbau, Infrastruktur- und Verkehrsprojekte. Umsatzmäßig war SNC-Lavalin 2018 das größte Bauunternehmen Kanadas. Ende 2018 beschäftigte das Unternehmen weltweit über 52.000 Mitarbeiter.

## Geschichte
SNC-Lavalin entstand 1991 aus der Fusion von SNC (Surveyer, Nenniger & Chênevert Consulting Engineers, gegründet 1911 von Arthur Surveyer) mit dem Bauunternehmen Lavalin (gegründet 1936 in Montreal durch Jean-Paul Lalonde und Romeo Valois).

### Geschichte SNC
SNC wurde 1911 von Arthur Surveyer als Arthur Surveyer & Cie gegründet. Das Ingenieurbüro beschäftigte sich zunächst mit Projekten rund um Wasserkraftwerke.
1937 tat sich Surveyer mit Emil Nenniger und Georges Chênevert zusammen und 1946 wurde das Unternehmen in Surveyer, Nenniger and Chênevert umbenannt. Neben Wasserkraftwerken wurden nun auch Projekte in anderen Sektoren (Oil und Gas, Bergbau, Infrastruktur) durchgeführt.

### Geschichte Lavalin
Ursprünglich gegründet 1936 durch Jean-Paul Lalonde und Romeo Valois trat 1952 Bernard Lamarre, der Schwiegersohn von Lalonde, in die Firma ein und diese bekam den Namen Lavalin. 1962 übernahm Lamarre die Führung des Unternehmens. Durch verschiedene Übernahmen wuchs die Firma in den 1960er und 1970er Jahren stark und überflügelte Mitte der 1980er Jahre den Hauptkonkurrenten SNC. Nach einer Phase der Diversifizierung in den 1980er Jahren kam Lavalin 1990 in finanzielle Schwierigkeiten und musste einer Übernahme durch den Konkurrenten SNC zustimmen.

### SNC-Lavalin ab 1991
Nach der Fusion führte SNC-Lavalin verschiedene Großprojekte in Kanada und anderen Ländern durch und wuchs durch diverse Übernahmen weiter.

## Korruptionsvorwürfe
Seit 2012 ist die kanadische Justiz mit einer Reihe von Korruptionsvorwürfen gegen SNC-Lavalin beschäftigt. Diese führten unter anderem 2012 zum Rücktritt des CEO Pierre Duhaime und zweier anderer hochrangiger Manager. 2013 geriet SNC-Lavalin wegen Korruption in Bangladesch auf die Schwarze Liste der Weltbank.
Seit Februar 2015 laufen Ermittlungen gegen SNC Lavalin wegen angeblicher Schmiergeldzahlungen zwischen 2001 und 2011 in Höhe von 31 Mio. Euro an die Familie des libyschen Machthabers Muammar al-Gaddafi.
Im Zusammenhang mit den Korruptionsvorwürfen gerieten die kanadische Regierung und Premierminister Justin Trudeau unter Druck, da er unzulässigerweise Einfluss auf die Ermittlungen genommen haben soll. Mehrere Minister traten zurück und die Ethikkommission des Parlaments rügte den Premier.